# La bidonata
La bidonata è un film del 1977 diretto da Luciano Ercoli.
Si tratta dell'ultimo film diretto da Ercoli.

## Trama
Il pugliese Renato vive di traffici illegali a Parigi. Qui apprende da una prostituta di un progetto di rapimento, da effettuare a breve in Italia: la vittima designata è il figlio di una ricca famiglia.
Renato decide quindi di rientrare subito in Italia, e recluta alcuni compari allo scopo di far fallire il rapimento.

## Produzione
Girata in parte ad Altamura, questa è la seconda pellicola prodotta da Niccolò De Nora, dopo il film L'Italia in pigiama. Ma lo sfortunato produttore fu realmente sequestrato e tenuto prigioniero per quasi due anni. Catturato a Milano in piazza della Repubblica, i banditi chiesero un riscatto di otto miliardi di lire. La detenzione di De Nora durò 524 giorni, da gennaio 1977 a giugno 1978.
Quando fu rilasciato organizzò la distribuzione, che fu stentata, per cui cessò di svolgere l'attività cinematografica.